# Willa Józefa Richtera
Willa Józefa Richtera – willa znajdująca się przy ulicy Skorupki 10/12 (dawna ulica Placowa) w Łodzi, w parku im. ks. bp. Michała Klepacza.

## Historia
Willa została wzniesiona w latach 1888–1889, według projektu Karla Seidla (choć za autora uważano pierwotnie Piotra Brukalskiego, ze względu na jego zatwierdzający podpis na projekcie) dla Józefa Richtera. Budowla nawiązująca do wzorców włoskiego renesansu, z loggią od strony ogrodu. Miała ona charakter wyłącznie mieszkalny i przeznaczony dla jednej rodziny. Połączona została parkiem z sąsiednią willą Reinholda Richtera.
W okresie od 5 marca 1933 do 26 kwietnia 1938 r. willa była rezydencją wojewody łódzkiego Aleksandra Hauke-Nowaka. W 1939 r. Gertruda Paula Ramischowa (ostatnia z Richterów), sprzedała willę wraz z wyposażeniem Helmutowi Biedermannowi.
Po II wojnie światowej w budynku mieściła się Komenda Chorągwi Okręgu Łódzkiego ZHP, dom dziecka, a następnie Urząd Stanu Cywilnego Łódź-Polesie. Po zakupieniu budynku przez Politechnikę Łódzką, uczelnia ulokowała tam Centrum Kształcenia Międzynarodowego, które mieściło się w willi do końca roku akademickiego 2006/2007. Od 2009 r. w willi Richtera znajdują się biura administracji rektorskiej.